# Longing (dal)
A Longing az X Japan japán heavymetal-együttes két kislemezét takarja, melyek egyazon ballada két különböző variációjára jelentek meg, más-más címmel. A Longing: Togireta melody 1995. augusztus 1-jén jelent meg, a Longing: Szecubó no joru pedig december 11-én, az Atlantic Records kiadásában.

## Háttér
A dal először egy demófelvételen jelent meg Longing: Togireta melody címmel, melyet az X Japan 1994-es, Tokyo Dome-ban tartott évvégi koncertjein osztottak ki. 2007-ben ez a demóverzió megjelent az Aoi joru, Soroi joru Complete Edition (青い夜 白い夜 Complete Edition) című DVD-kollekcióban.
Az 1995. augusztus 1-jén megjelent Longing: Togireta melody verzió a Dahlia albumra felkerült változat, mely különbözik a demóverziótól, majdnem egy perccel hosszabb és dobszólamot is tartalmaz, ami a demón nem volt hallható. A Longing: Szecubó no joru kislemez szimfonikus aláfestésű változat, melyen az együttes többi tagja nem játszik, csak Toshi énekel. A kislemez harmadik száma a dal angol nyelvű változata, melyben Yoshiki versként olvassa fel a dalszöveget.
A Togireta melody promóciójához David Lynch rendezett televíziós reklámfilmet, melyet Malibuban vettek fel a tengerparton, és csak Yoshiki szerepel benne, meztelenül. A Szecubó no joruhoz is készült videóklip, melyet szintén Lynch rendezett. A klipek forgatásáról készült archív felvételek szerepelnek a 2016-os We Are X című dokumentumfilmben.

## Slágerlista-helyezések
A Longing: Togireta melody  1. volt az Oricon slágerlistáján és 11 hétig szerepelt rajta, a Longing: Szecubó no joru pedig 5. helyezett volt és 7 hétig szerepelt a slágerlistán. 1995 augusztusában a Longing: Togireta melody platinalemez lett.

## Számlista
Az összes dal szerzője Yoshiki. 
| 1. | Longing: Togireta melody (Longing ～跡切れたmelody～)                                           | 7:45 |
| 2. | Longing: Togireta melody (Original Karaoke) (Longing ～跡切れたmelody～ (オリジナル・カラオケ)) | 7:40 |

| 1. | Longing: Szecubó no joru (Longing ～切望の夜～)                                       | 4:59 |
| 2. | Longing: Szecubó no joru (Original Karaoke) (Longing ～切望の夜～ (Original Karaoke)) | 5:28 |
| 3. | Longing: Szecubó no joru (The Poem) (Longing ～切望の夜～ (The Poem))                 | 4:57 |

## Közreműködők

### Longing: Togireta melody
- Társproducer: X Japan
- Zenekari hangszerelés: Yoshiki, Dick Marx, Shelly Berg
- Kotta: Tom Halm
- Keverés: Mike Shipley
- Felvétel: Rich Breen, Mike Ging
- Hangmérnökasszisztens: Tal Miller, Mike Stock, Cappy Japngie, Richard Landers
- Maszterelés: Stephen Marcussen (Precision Studio)
- A&R igazgató: Inogucsi Hiro, Toida Josinobu
- Művészeti vezető és design: Izumiszava Micuo
- Vezető producerek: Koszugi (Jr.) Rjuzo, Kamide Takasi, Murata Szekidzsi, Masimo Jukikata

### Longing: Szecubó no joru
- Társproducer: X Japan
- Zenekari hangszerelés: Yoshiki, Dick Marx, Shelly Berg
- Kotta: Tom Halm
- Hangeffektek: Yoshiki, Toshi
- Keverés: Rich Breen (1. és 2. szám), Mike Ging (3. szám)
- Felvétel: Rich Breen, Mike Ging
- Hangmérnökasszisztens: Tal Miller, Cappy Japngie, Richard Landers
- Maszterelés: Stephen Marcussen (Precision Studio)
- A&R igazgató: Inogucsi Hiro, Toida Josinobu
- Vezető producerek: Koszugi (Jr.) Rjuzo, Kamide Takasi, Murata Szekidzsi, Masimo Jukikata
- Művészeti vezető és design: Komai „#11” Sige
- Fénykép (virág): Kuroda Hadzsime

## Fordítás
Ez a szócikk részben vagy egészben  a   Longing (song) című angol Wikipédia-szócikk fordításán alapul.  Az eredeti cikk szerkesztőit annak laptörténete sorolja fel. Ez a jelzés csupán a megfogalmazás eredetét és a szerzői jogokat jelzi, nem szolgál a cikkben szereplő információk forrásmegjelöléseként.